# Kauwgom

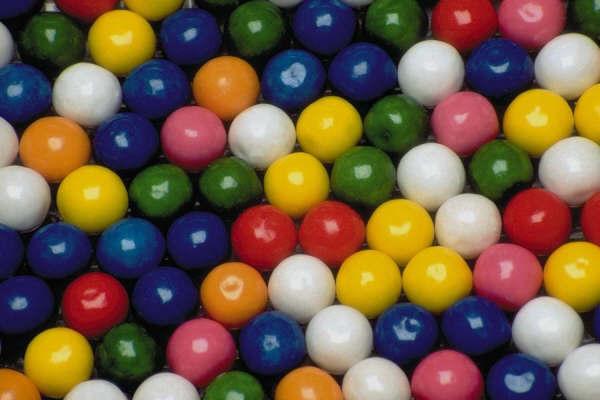
Kauwgomballen

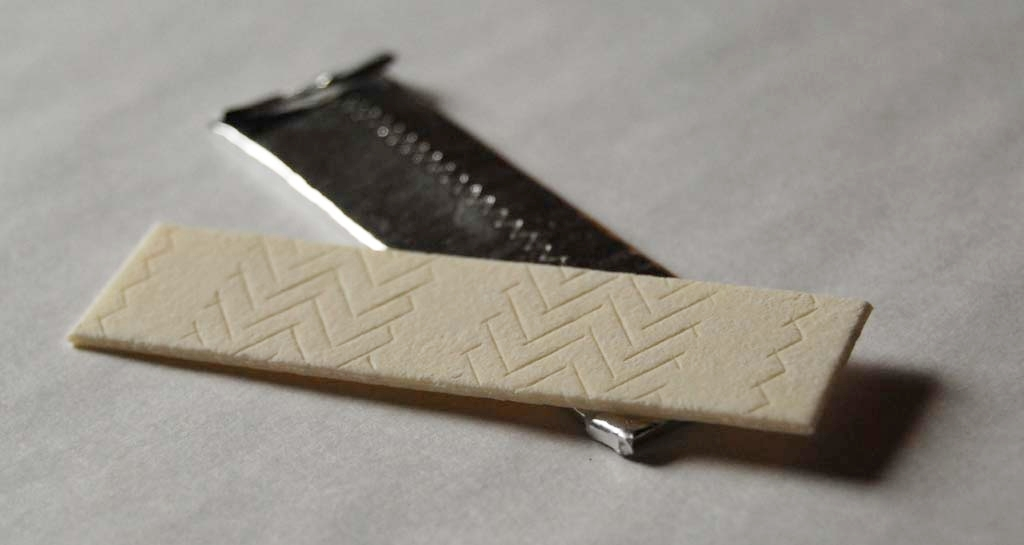
Stroken kauwgom

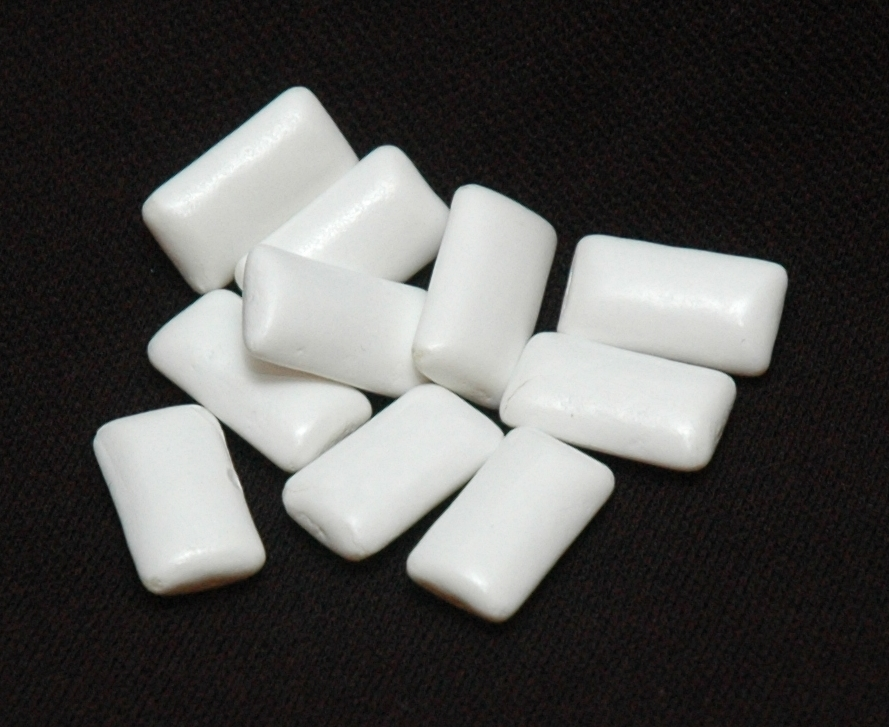
Kauwgom-tabletten

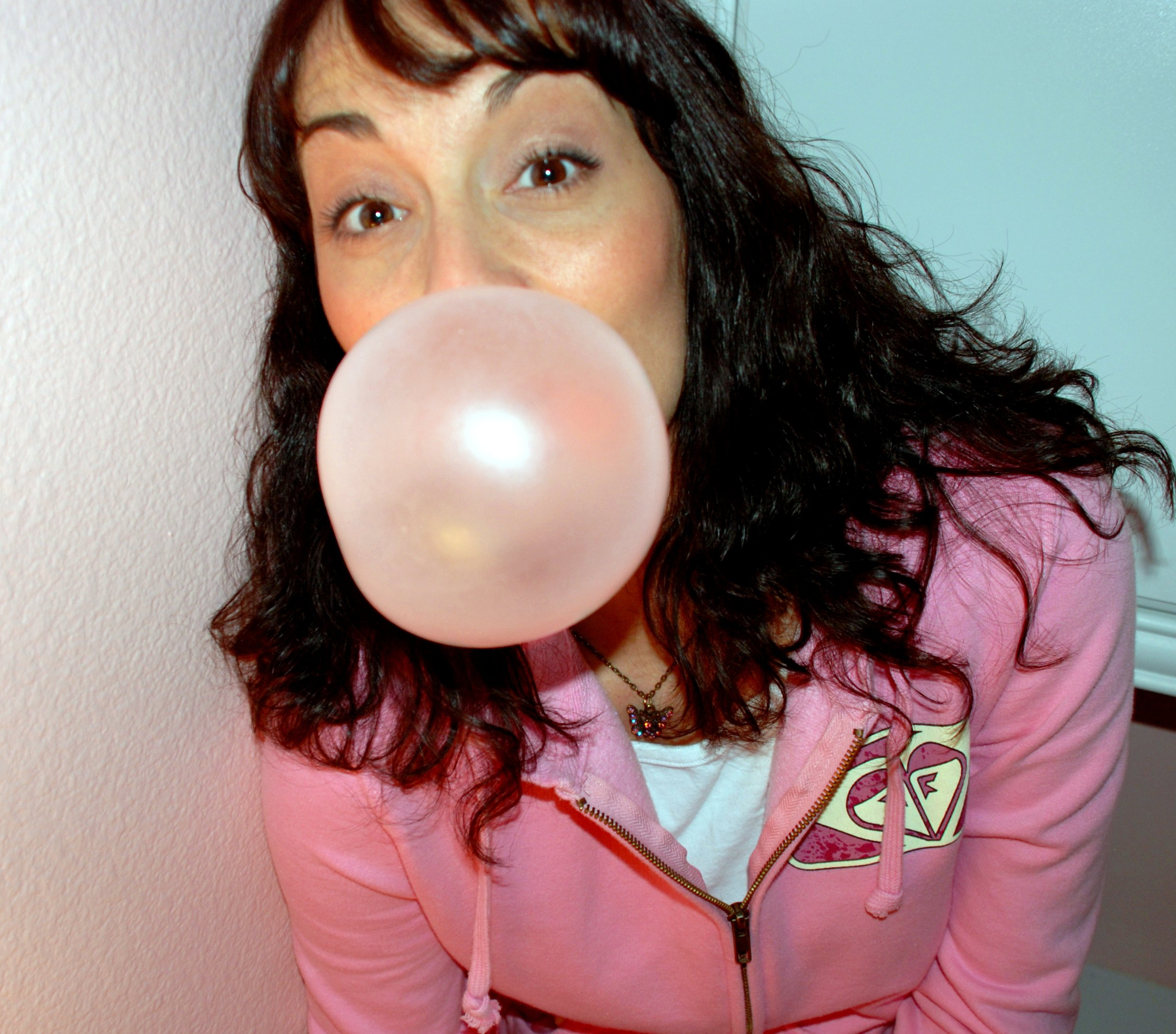
Een vrouw die een bubbel blaast van kauwgom

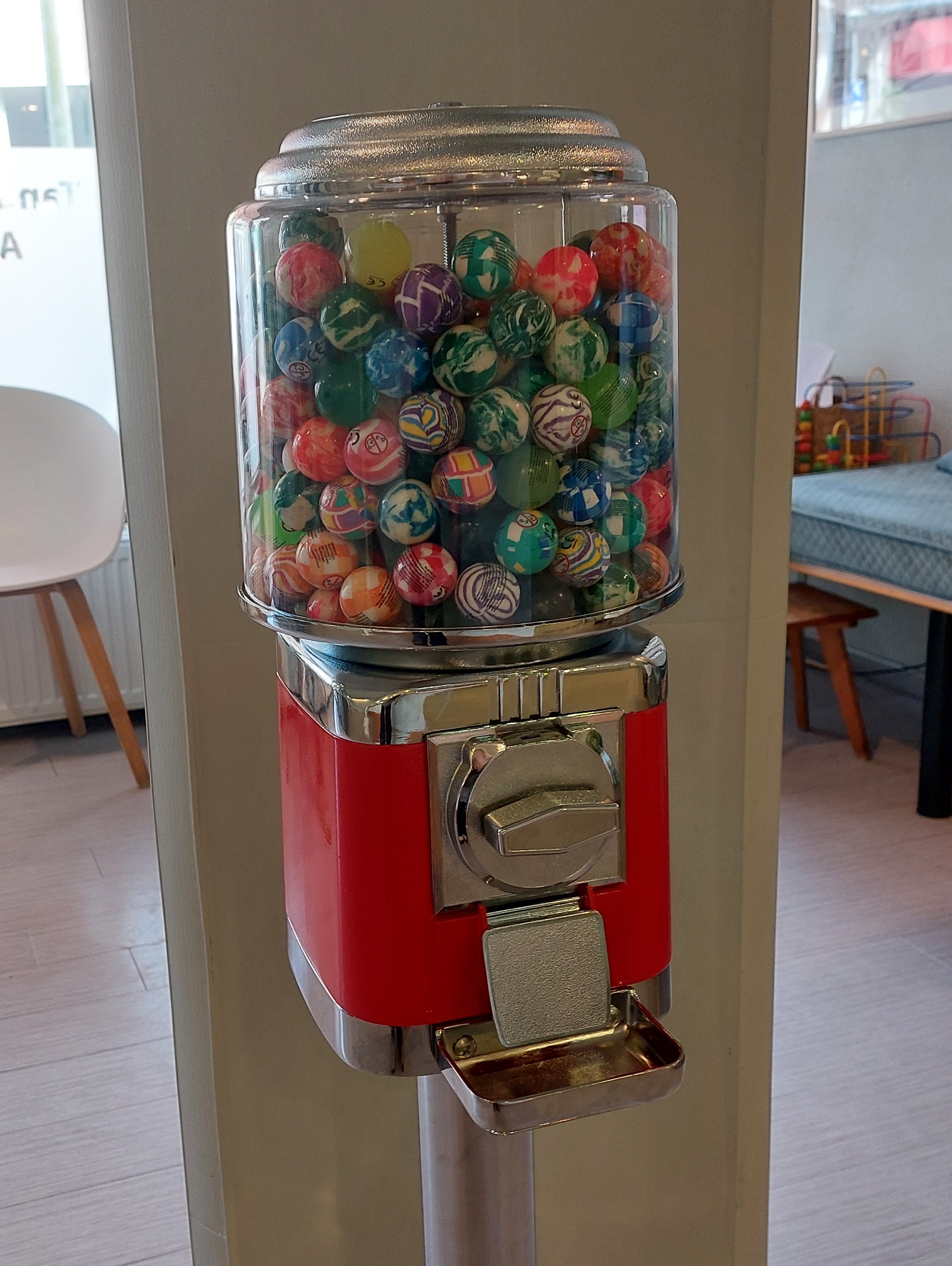
Kauwgomballenautomaat

Kauwgom is een soort snoepgoed waarop slechts gekauwd wordt en dat niet bedoeld is om te worden ingeslikt.
Kauwgom wordt gemaakt van polyisobuteen en polyvinylacetaat en er worden vulstoffen zoals aluminiumoxide, kiezelzuur of cellulose aan toegevoegd. Daarnaast bestaat het uit 50–70% suiker en bevat kauwgom een weekmaker, een vochtighoudmiddel, antioxidanten, aroma's, zuren, kleurstoffen en emulgatoren.

## Geschiedenis
Het is bekend van indianen dat zij kauwden op gom uit bomen die zij met kruiden op smaak brachten. De gom haalden ze eruit door een snee in de boom te maken en dan stroomde de gom eruit. Als uitvinder van de eerste commerciële kauwgom wordt de Amerikaan John B. Curtis gezien. De oudst bekende "kauwgom" is een 9000 jaar oude berkenharsbol met honing uit de steentijd die in 1993 in Zweden werd gevonden.
Kauwgom werd in Europa geïntroduceerd door het Amerikaanse en Canadese bevrijdingsleger uit de Tweede Wereldoorlog. Zij deelden soms kauwgom uit aan de net bevrijde Europeanen. Als verwijzing hiernaar werd in 1948 een in Nederland opgerichte kauwgomfabriek Maple Leaf genoemd.

## Typen kauwgom

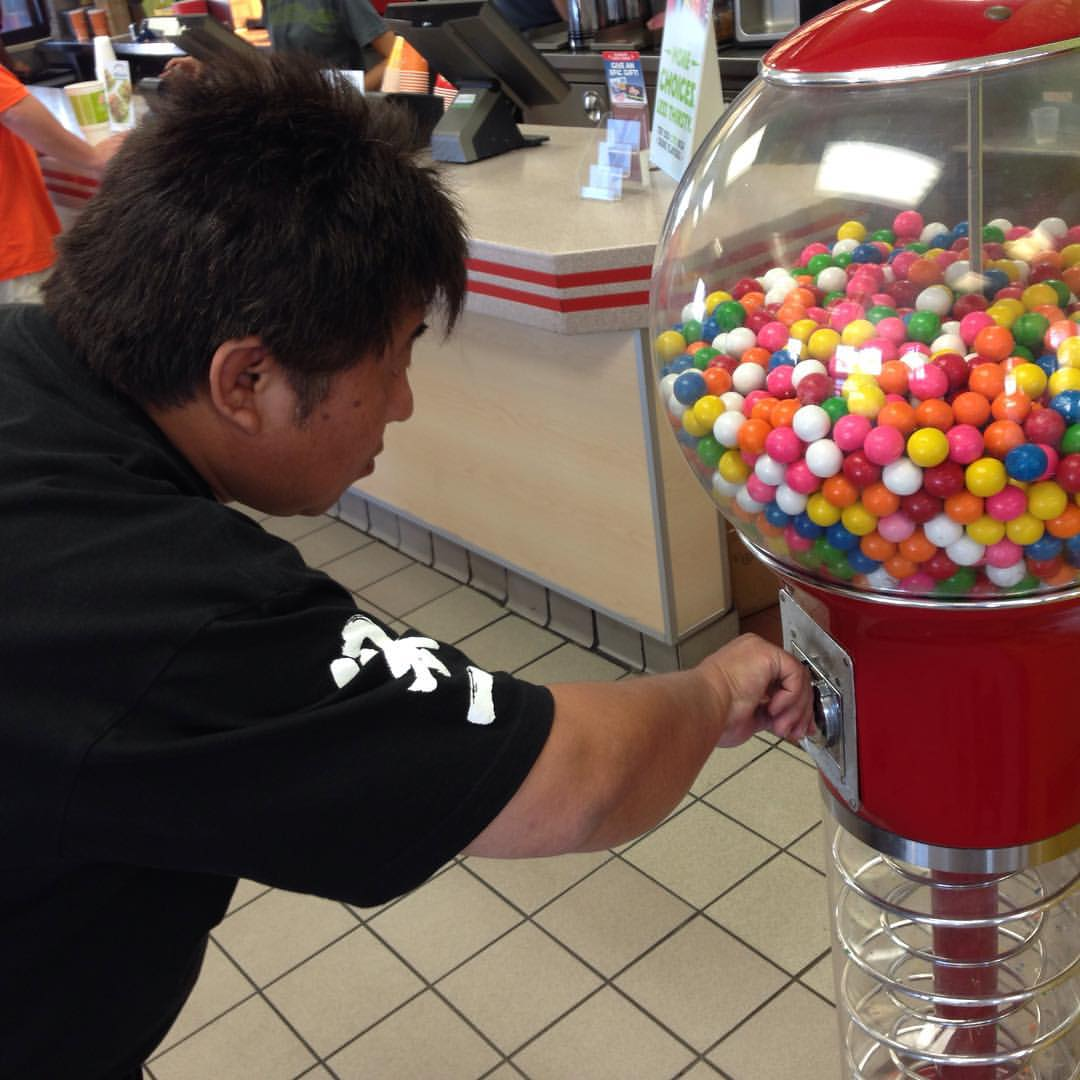
Kauwgombalautomaat

### Kauwgombal
Een kauwgombal is een kauwgomtype in een ronde vorm, die doorgaans wordt verkocht vanuit een kauwgombalautomaat. Kauwgomballen zijn er in verschillende formaten en kleuren, waarbij de grotere kauwgomballen doorgaans hol zijn. Waar de binnenkant wit van kleur is, is de buitenkant met een felle kleur van suiker gemaakt.
Na enkele minuten is de kauwgom van kauwgomballen meestal taai en smaakloos.

### Bubblegum
Bubblegum is een type kauwgom waarmee grote bellen kunnen worden geblazen. Het vereist enige oefening en doorzettingsvermogen voordat iemand de techniek van het kauwgombellenblazen vaardig is. Bij te snel of te ver opblazen van kauwgombellen zullen deze op een bepaald moment uit elkaar spatten.

## Overlast
Als kauwgom op straat terechtkomt en wordt vastgetrapt kan het slechts met de grootste moeite verwijderd worden. In Nederland en België zijn in elke winkelstraat dan ook vele ronde vlekken zichtbaar. In Singapore geldt een kauwgomverbod en op de luchthaven Schiphol wordt geen kauwgom verkocht. Voor de platgetrapte stukjes kauwgom werd in januari 2004 het neologisme spum bedacht door elf briefschrijvers aan NRC Handelsblad, na een oproep hiertoe door columnist S. Montag.

## Positieve effecten
Een aantal effecten van kauwgom is wetenschappelijk onderzocht.

### Geheugen
In 2002 toonde experimenteel wetenschappelijk onderzoek aan dat kauwgom positieve effecten heeft op het geheugen. Sindsdien verschenen nog meer studies hierover. Sommige bevestigden het effect, andere niet. In 2011 vond meer gericht onderzoek dat kauwgom geen algemeen effect had op geheugenproeven, maar wel op meer complexe proeven. Bovendien werden er individuele verschillen gevonden tussen personen: bij extraverte personen was er geen significante verbetering van het geheugen met kauwgom, maar wel bij introverte. Mogelijk werkt kauwgom stressreducerend en daardoor prestatiebevorderend bij bepaalde personen.

### Droge mond
Kauwgom vermindert het dorstgevoel door stimulatie van de speekselvloed. Nederlands onderzoek toonde aan dat het daarom nuttig kan zijn bij het bestrijden van het dorstgevoel bij nierpatiënten die hemodialyse volgen.

### Tanden
Kauwgom stimuleert de speekselproductie en helpt volgens sommigen het oppervlak van tanden te reinigen. Dit kan echter in geen geval het poetsen van tanden vervangen. Voor het vermijden van cariës is het beter om suikervrije kauwgom te gebruiken. Overigens wordt de meeste kauwgom gezoet met een zoetmiddel als xylitol, sorbitol of maltitolstroop; suikerhoudende kauwgom is tegenwoordig een uitzondering.

### Nicotine
Ter ondersteuning bij het stoppen met roken is er nicotinehoudende kauwgom op de markt. Deze geeft bij het kauwen enkele milligrammen nicotine af, die via de wangslijmvliezen in het bloed wordt opgenomen.

## Bekende merken
Een aantal merken:
- Chiclets
- Mentos
- Stimorol
- Sportlife